# Irene Hoppenberg
Irene Hoppenberg (* 1951 in Stühlingen) ist eine deutsche Künstlerin.

## Leben und Arbeit
Irene Hoppenberg wuchs in Tiengen auf und besuchte das Hochrhein-Gymnasium Waldshut. Sie studierte von 1979 bis 1985 an der Akademie der Bildenden Künste München, sie lebt und arbeitet in Berlin. Sie stellt ihre Bilder, Zeichnungen, Skulpturen und Objekte international aus.

## Werke (Auswahl)
- “Mein Traum vom Süden” große Zitronenskulpturen
- “Blow Up” Skulpturen und Installationen mit Tennisbällen
- “Networkers” Spinnenskulpturen

## Einzelausstellungen (Auswahl)
- 2003 Garteninstallation, Mies van der Rohe Haus, Berlin
- 2002 Kleine Orangerie Schloss Charlottenburg, Berlin
- 2001 Kunstverein Heidelberg, Städtische Galerie / Kunstverein Würzburg

## Gruppenausstellungen (Auswahl)
2019
- Internationale Skulpturenausstellung BUGA, Heilbronn
- Chicago Sculpture Tree Project, Lincoln Park, Chicago, USA

2018
Skulptur heute II, Stern-Wywiol Galerie, Hamburg
- Making Connections, National Museum of Marine Science & Technology, Keelung, Taiwan
- Eco Sublime Biennial International Paper Fiber Art, National Taiwan Craft Research & Development Institute, Nantou, Taiwan
- Triennale internationale du papier, Museé de Charmey, Schweiz

2014
- Paper-Tradition and Experiment, Arka Gallery, Vilnius, Litauen
- Paper Art Biennale, Sofia, Bulgarien

2011
- Fresh Air Sculpture Show, Quenington, GB

2008
- Busan Biennale, Südkorea
- Papier Papier, Museum Villa Zanders, Bergisch Gladbach
- Galerie Ursula Huber, Basel, Schweiz
- Galerie Bauscher, Potsdam

2007
- Sculpture by the Sea, Sydney, Australien

2006
- Geumgang Nature Art Biennale, Gongju, Südkorea

2005
- The Floating Land, Noosa Regional Gallery, Qld. Australien